# Tokyo Nichi Nichi Shimbun
El Tokyo Nichi Nichi Shimbun (東京日日新聞 Tōkyō Nichi Nichi Shinbun, lit."Notícies diàries de Tòquio") fou un diari imprès a Tòquio (Japó) del 1872 al 1943.
En 1875, la companyia va començar el primer servei de lliurament de premsa del món. El 1911, el diari es va fusionar amb l'Osaka Mainichi Shimbun (大阪毎日新聞, lit."Notícies diàries d'Osaka") per formar l'empresa Mainichi Shimbun (毎日新聞, lit."Notícies diàries"). Els dos diaris es van continuar imprimint de manera independent fins al 1943.